# Transsignifikace
Transsignifikace (podle vzoru transsubstanciace, trans- = pře-, signum = znak, význam) je římskokatolickou církví odmítnutá eucharistická nauka, vytvořená ve 20. století některými katolickými teology, především belgickým dominikánem Edwardem Schillebeeckxem, ve snaze vysvětlit tajemství reálné přítomnosti Krista v eucharistii ve světle nové filosofie a více v souladu se současnou fyzikou. Nauka se inspiruje především strukturalistiskou filosofií a rozvojem sémiotiky.
Podle učení transsignifikace Kristovo tělo a krev je v eucharistii skutečně přítomno, nikoli však fyzicky, neboť způsoby při posvěcení získávají význam či smysl Kristova těla a krve a ty se tak stanou svátostně přítomny, jsou pro věřícího znakem vzkříšeného Krista. Způsoby se nemění, ale stávají se viditelnými znameními neviditelné Kristovy přítomnosti, Bůh jim dává nový význam.
Katolická církev nauku o transsignifikaci jako nikoli neplatnou, ale nedostatečnou, výslovně odmítla encyklikou papeže Pavla VI. Mysterium Fidei (1965), našla však určitý ohlas v anglikánské církvi, kde byla dávána do souvislosti s eucharistickým učením Jana Viklefa a Thomase Cranmera.